# Tanzim (Palestyna)
Tanzim (arab. تنظيم, dosł. organizacja) − zbrojna frakcja palestyńskiego al-Fatah.

## Historia
Założony w 1995 roku jako militarna frakcja al-Fatah. Powstał celem przyciągnięcia do al-Fatah palestyńskich ekstremistów i jako przeciwwaga dla islamistów. 
Szczególnie aktywny był w czasie intifady Al-Aksa, w której trakcie podjął się akcji terrorystycznych i partyzanckich. W czasie powstania aktywiści Tanzim wraz z członkami Hamasu i Palestyńskiego Islamskiego Dżihadu tworzyli mieszane komórki terrorystyczne. 
Jego aktywiści sporadycznie walczyli z Hamasem i służbami bezpieczeństwa Autonomii Palestyńskiej. 
Wieloletnim liderem Tanzim był Marwan al-Barghusi.

## Najważniejsze ataki przeprowadzone przez grupę
- 10 kwietnia 2002 roku terrorysta-samobójca zdetonował na sobie ładunek wybuchowy w autobusie w Hajfie. W ataku zginęło 8 osób, a wiele innych zostało rannych[1].

- 18 czerwca 2002 roku terrorysta-samobójca zdetonował na sobie ładunek wybuchowy w autobusie w Jerozolimie. W zamachu zginęło 19 osób, a 40 zostało rannych[1].

## Liczebność
Na początku XXI wieku organizacja twierdziła, że przynależą do niej dziesiątki tysięcy bojowników.

## Ideologia
Reprezentuje wariant palestyńskiego nacjonalizmu wytworzony w środowisku Jasira Arafata. Celem frakcji jest utworzenie niepodległego państwa Palestyna, Tanzim nie nawołuje przy tym do zniszczenia Izraela.

## Jako organizacja terrorystyczna
Rząd Izraela klasyfikuje Tanzim jako grupę terrorystyczną.